# Dichiarazione di Tashkent
La dichiarazione di Tashkent è il nome dato al trattato di pace che pose fine alla guerra indo-pakistana del 1965, ponendo fine a 5 settimane di scontri tra le due fazioni; il trattato venne firmato a Tashkent, nell'allora Unione Sovietica, il 10 gennaio 1966.
La dichiarazione fu emessa al termine di una conferenza tra i due capi di governo opposti, l'indiano Lal Bahadur Shastri e il pakistano Ayyub Khan, grazie alla mediazione del primo ministro sovietico Aleksej Nikolaevič Kosygin e alle pressioni degli Stati Uniti e delle Nazioni Unite. La dichiarazione stabiliva:
- il ripiegamento delle forze militari dei due contendenti sulle posizioni pre-conflitto, non oltre il 25 febbraio 1966;
- una dichiarazione congiunta di non ingerenza dell'una negli affari interni dell'altra;
- il ristabilimento di normali relazioni economiche e diplomatiche;
- l'impegno dei due leader a stabilire migliori relazioni tra i due Stati.